# Cukury
Cukury (ukr. Цукури) – wieś na Ukrainie, w obwodzie chersońskim, w rejonie kachowskim, w hromadzie Tawrijśk. W 2001 liczyła 818 mieszkańców, spośród których 727 wskazało jako ojczysty język ukraiński, 83 rosyjski, 1 mołdawski, 1 białoruski, 6 ormiański, a 26 inny.